# Physorhinus sexnotatus
Physorhinus sexnotatus là một loài bọ cánh cứng trong họ Elateridae. Loài này được Steinheil miêu tả khoa học năm 1875.